# Julius Weizsäcker
Ludwig Friedrich Julius Weizsäcker, född den 13 februari 1828 i Öhringen, död den 3 september 1889 i Bad Kissingen, var en tysk medeltidshistoriker, bror till teologen Karl Heinrich Weizsäcker, far till konsthistorikern Heinrich Weizsäcker.
Julius Weizsäcker, som var elev och medarbetare till Leopold von Ranke, tog sin habilitation 1859 och var verksam som privatdocent i Tübingen innan han 1860 blev medarbetare vid den historiska kommissionen i München. År 1864 blev han professor i Erlangen, 1867 i Tübingen, 1872 i Strassburg, 1876 i Göttingen och 1881 i Berlin.